# 城市之光
《城市之光》（英語：City Lights）是一部1931年的美国爱情喜剧电影，由查理·卓別林自编自導自演。本片讲述了卓别林饰演的流浪漢爱上了一位卖花盲女，还结交了一位反复无常的酗酒富翁的故事。
卓别林于1928年开始创作剧本时，有声电影的势头在增长，但他还是决定把本片做成默片。拍摄工作从1928年12月开始，到1930年9月结束。《城市之光》是卓别林第一次给自己的作品创作配乐，与亚瑟·约翰斯顿合作用了六个星期完成。影片的主题旋律，即卖花女的主导动机是何塞·帕迪拉的作品。因没有署作曲者的名，卓别林输了和帕迪拉的一场诉讼。
《城市之光》在1931年1月30日上映后立即取得了成功，获得了正面的评价和500万美元的票房。如今，影评人不但认为它是卓别林从影生涯的巅峰之作，还是史上最伟大的电影之一。1992年，本片因其在“文化、历史和审美方面的显著成就”，被美国国会图书馆列入国家电影登记部下属的国家电影保存委员会保护电影名单。2007年，美国电影学会在“AFI百年百大電影”榜单上把《城市之光》列为第11位史上最伟大的美国电影。1949年，影评人詹姆斯·艾吉将片中最后一个场景称为“有史以来最伟大的表演”。

## 劇情
城市里有一座雕像正要揭幕，揭开幕布时却发现流浪汉查理·卓别林睡在上面，于是官员们立即赶走了他。流浪汉非常穷困、无家可归，在离开的路上还被两个卖报童纠缠。他偶遇了一位美丽的卖花女（弗吉尼亚·切瑞尔饰），一开始没有意识到她是盲人，便买了一枝花。她找零钱时，旁边一个富人正好坐进一辆豪车开走了，发出的声响使卖花女以为是买花的人离开了。流浪汉见状悄悄踮着脚离开。
当晚，流浪汉在水边碰见了一个试图自杀的百万富翁（哈利·梅耶斯饰）。流浪汉救了他，说服他应该活下去。他把流浪汉带回自己的宅邸，给他换了一身衣服。夜间，两人去城里寻乐，流浪汉无意间造成了好些混乱。第二天清晨，在他们驾车回宅邸的路上，流浪汉看见正走去卖花的卖花女。他向富翁要了一些钱，找上卖花女后买了她所有的花，然后开着富翁的劳斯莱斯汽车送女孩回家。
他离开后，卖花女向她的祖母（佛罗伦斯·李饰）讲述了她新结识的富人。当流浪汉回到宅邸时，富翁酒已经醒了，却不记得他了，让管家把他赶了出去。当日晚些时候，富翁再次喝醉，又碰见流浪汉，邀请他回家参加一个奢侈的派对。第二天早晨，清醒后的富翁准备渡海旅行，又不记得他了，再次把他扔了出去。
流浪汉回到卖花女的住处，从窗边窥探到医生在为女孩看病。他为了挣钱帮助她，找了一份扫街道的工作。同时，女孩的祖母收到通知，告知她如果她们在一天内不付清欠租就会被赶出去。祖母把通知单藏了起来。流浪汉在午休时间前来看望卖花女，看见报纸上关于一个維也納医生能做复明手术的新闻。随后他发现了那张通知单，在女孩的要求下读给了她听。他向她保证自己会帮她付掉租金，但他回去后发现自己因迟到而被解雇了。
他走开时，一位拳击手劝他参加做假的比赛，然后两人可以平分50美元的奖金。然而就在比赛开始前，那人收到了一封电报，警告他警察就要来抓他了。他逃跑了，留下流浪汉和一位厉害的替补拳击手比赛。流浪汉英勇地参加了比赛但还是被击倒了。
之后，他碰见了刚从欧洲回来的喝醉的富翁。富翁把他带回宅邸，听闻女孩的困境后，给了流浪汉1000美元。此时，两个盗贼正躲在屋子里，听见他们谈及现金便跳出来抢了富翁剩下的钱。流浪汉打电话叫来了警察，但盗贼已经逃走，管家臆断是流浪汉偷了钱。富翁既不记得流浪汉，也不记得给了他钱的事。流浪汉勉强逃脱，把钱给了卖花女，告诉她自己会离开一段时间。后来，他在之前戏弄过他的报童面前被逮捕下狱。
几个月后，流浪汉出狱了。他到女孩原先卖花的街角去找她，但没有找到。卖花女用钱治好了眼睛后，和祖母开了一家花店，生意兴隆。当一位富有的青年男子来买花时，女孩怀疑他是不是自己神秘的帮助人。流浪汉在花店窗前的排水沟中捡起一枝花时，又遭到了报童的骚扰。他正要转身离开时，发现了隔着玻璃窗看着他的女孩。女孩看见他弄皱了捡起来的花，便好心地给了他一枝新的，还有一枚硬币。她握着他的手给他硬币时，意识到了熟悉的触感。她说：“是你？”他点头，问：“你现在可以看见了？”她哽咽地回答：“对，我现在可以看见了。”流浪汉害羞地向女孩微笑，影片就此结束。

## 演员

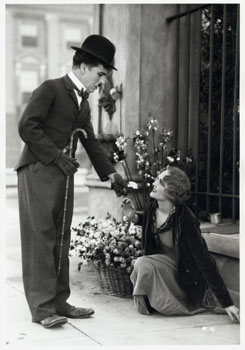
流浪汉第一次见到卖花女，看见她摸索着寻找掉落的花后，发现她是盲女。

- 查理·卓别林 - 流浪汉
- 弗吉尼亚·切瑞尔（英语：Virginia Cherrill） - 卖花女
- 佛罗伦斯·李（英语：Florence Lee） - 卖花女的祖母
- 哈利·梅耶斯（英语：Harry Myers） - 百万富翁
- 阿尔·欧内斯特·加西亚（英语：Al Ernest Garcia） - 富翁的管家
- 汉克·曼（英语：Hank Mann） - 拳击手

未正式列出：
- 罗伯特·帕里什（英语：Robert Parrish） - 报童
- 亨利·博格曼（英语：Henry Bergman） - 市长、卖花女的邻居
- 阿尔伯特·奥斯汀（英语：Albert Austin） - 扫街人
- 珍·哈露

## 制作

### 前期制作
卓别林1928年的作品《马戏团》是他在电影工业启用录音技术、默片时代终结前的最后一部电影。他自己给自己当制片人和发行商（有联艺公司的部分所有权），得以让《城市之光》依旧成为默片。严格地说这部电影是一个混合体，它的原声带中含有同期声音乐、声效和一些拷贝自言语模式电影的无法被理解的对话。本片的对话是用字幕来呈现的。发明家欧仁·奥古斯丁·洛斯特最早在1918年联系了卓别林，想要让他制作有声电影，但两人从未见面:387。当时卓别林轻视有声片，对记者说他会“给那些有声片三年时间，就那样”:389。他也担心如何让流浪汉这个角色适应有声电影:389。
1928年初，卓别林开始与哈利·卡尔一起撰写本片剧本。剧情的灵感来源于卓别林在完成《马戏团》后的一个点子：一位马戏团小丑变得失明后，为了在年幼的女儿前隐瞒自己的残疾，把失明的样子假装为表演的滑稽动作:389。这乃是盲女这个角色的原型。卓别林第一个构思的场景是影片结尾复明的盲女第一次看见流浪汉:391。卓别林认为该场景是整部电影的关键，为此写了非常详细、充满细节的描述:393。
关于辅助情节，卓别林先考虑了一个社会阶层更低下的角色——一个黑人报童。但最终他选择了一位醉酒的百万富翁，此角色是他在1921年的短片《有闲阶级》中一个用过的角色。富翁的剧情基于卓别林旧有短片的构思：两位百万富翁从城市垃圾场找来一个流浪汉，带他去昂贵的俱乐部中玩乐，然后再把他扔回垃圾场，因此流浪汉醒来后不知道那是真实的还是发生在梦中的事。这个故事被修改为一个富翁在喝醉时是流浪汉的朋友，在清醒时不认识他了:325。
卓别林在1928年5月正式开始本片的前期制作，在当年夏天雇用了澳大利亚艺术指导亨利·克莱夫（Henry Clive）设计布景。卓别林最终给了他富翁这个角色。尽管影片背景起初被设定在巴黎，但布景参照了几个不同城市。罗伯特·谢尔伍德（Robert Sherwood）说：“这是个奇怪的城市，混合了伦敦、洛杉矶、那不勒斯、巴黎、丹吉尔和康瑟尔布拉夫斯的特点。它不是任何一个城市，又集合了所有城市。”:295
1928年8月28日，卓别林的母亲汉娜·卓别林去世，享年63岁。卓别林的情绪受此事影响，拍电影的事便耽搁了几周，直到当年秋天本片的制作才重新开始:296-297。心理学家斯蒂芬·威瑟曼（Stephen Weissman）猜测《城市之光》非常具有自传性质，盲女是卓别林母亲的化身，而醉酒的富翁代表他的父亲:71-74。威瑟曼也把片中的布景与卓别林童年时代的地点相比较，例如开场的雕像类似肯宁顿公园路（Kennington Park Road）上的圣马克教堂（St. Mark's Church）:64，卓别林还称水边布景为泰晤士河畔:65。
卓别林面试了好几个演员来扮演失明的卖花女，但对她们一个都不满意。他在圣莫尼卡海滩上观看一个女人游泳镜头的拍摄时，发现了一个熟人弗吉尼亚·切瑞尔。切瑞尔朝他挥了挥手，问自己有没有机会与他合作。在面试了一些演员但都不尽人意的情况下，卓别林邀请了切瑞尔来参加试镜:326。因为近视眼的缘故，她成为第一位在镜头前令人信服地扮演盲人的演员:67。切瑞尔于1928年11月1日签下了合约:398。

### 拍摄
在卓别林和卡尔花了几乎一年时间写了剧本后，《城市之光》的拍摄正式开始于1928年12月27日:398。作为一位电影制作者，卓别林有完美主义的名声，对一个镜头要比当时其他导演拍更多的遍数。拍摄开始于流浪汉第一次遇见卖花女的场景。这一场景的拍摄用了几个星期，卓别林开始考虑是否换掉切瑞尔。多年后，切瑞尔说：“我从未喜欢过查理，他也从未喜欢过我。:399”在他的自传中，卓别林把造成这样紧张关系的过错归于自己巨大的压力:399。该场景的拍摄持续到1929年的2月，又在4月初拍了10天，之后卓别林决定先拍摄其他部分:400。他随后拍了流浪汉在雕像上醒来的开场部分，该场景用了多达380位群众演员，给了卓别林很大压力:400。当时洛杉矶的拉布里亚大道（La Brea Avenue）正在拓宽施工中，卓别林只好在他的摄影棚里造出布景，将本该出现在路边的几幢建筑物移开:401。
然后，卓别林拍摄了流浪汉遇见富翁并阻止他自杀的场景:401。在拍摄过程中，亨利·克莱夫突然表示自己不愿意跳入冰冷的水池中，导致卓别林在片场暴怒，当即解雇了他。卓别林很快找来哈利·梅耶斯顶替这个角色，一位他在基斯通工作室工作时认识许久的演员。卓别林把帕萨迪纳大桥（Pasadena Bridge）作为外景，于1929年7月29日完成了该场景的拍摄:402。随后他拍了一段最终被删除的场景，其中流浪汉试图取出卡在墙上的手杖。当时还年轻的查尔斯·莱德尔在该段落中出镜，日后卓别林夸赞了该场景，但仍坚持它应被删除:402-403。此后直到1929年9月29日，他一直继续拍富翁的戏份:403。
11月，卓别林开始再次与切瑞尔拍摄一些卖花女不那么戏剧化的场景。切瑞尔为她的场景等了几个月，感到无聊，公开向卓别林抱怨。有一次拍摄时，切瑞尔问卓别林她能否提早离开去做头发:404。卓别林解雇了她，用《淘金记》的主演乔治娅·黑尔取而代之。但黑尔的试镜显示她不适合这个角色:405。卓别林也短暂地考虑过16岁的演员菲尔略特·克劳斯（Violet Krauth），但他的合作者反对这个主意:406。最终，卓别林重新雇用了切瑞尔来完成本片:405。在她的要求下她的周薪涨到了75美元:406。有一个大约7分钟长的黑尔试镜片段被收录于DVD版中；节选片段和一个未启用的开场段落则在纪录片《你不知道的卓别林》中首次公开。
卓别林选择了佛罗伦斯·李出演卖花女的祖母，拍了五周切瑞尔和李的场景:406。1929年末，卓别林与切瑞尔重新拍摄了第一个花店场景。这次，该场景于6天内完成，卓别林对她的表现感到满意。至此本片已开拍了一年，但只完成了一半多:407。从1930年的3月到4月，卓别林在威尔谢林荫大道上的連排別墅中完成了富翁家的场景。他让乔·范·米特（Joe Van Meter）和阿尔伯特·奥斯汀（Albert Austin）扮演了两个盗贼:408，这两位演员是卓别林在为弗雷德·卡尔诺工作时就认识的。卓别林在1930年春末拍摄了最后一个主要喜剧剧情拳击比赛:408。他雇用了基斯通演员汉克·曼饰演流浪汉的对手。该场景需要100名群众演员，卓别林用了4天来排练，6天完成拍摄:409。在7月和8月，卓别林花了6周完成了一些小场景，包括流浪汉被两个报童纠缠的两个场景，其中一位报童由当时还年轻的罗伯特·帕里什出演:409。
著名的拳击戏在6月23日和30日之间拍摄。一开始卓别林担心该场景的出席率，便邀请了他的朋友作为群众演员。超过100名群众演员到场，卓别林在该段中搞笑的表演使每天都有更多的人来当群众演员。
1930年9月，卓别林用了6天完成了最后一个场景的拍摄:409。他说自己对切瑞尔在其中的表演感到高兴，认为她最终真正理解了这个角色。关于他在片场的导演风格，卓别林说：“我做的一切都是跳舞。我从舞蹈的角度思考，尤其在《城市之光》中。:401”
1930年10月到12月，卓别林完成了影片的剪辑，制作了标题板:410。当他完成本片时，默片已经不流行了，但《城市之光》还是堪称卓别林从影生涯中商业上和艺术上的双重成功，也是他自己作品中的个人最爱。他尤其喜欢最后一个场景，说：“在《城市之光》中只有最后一个场景……没有在表演……我几乎是带着歉意地，跳出我自己的身躯在观看……那是一个美丽的场景，很美，因为它没有被过度表演。”
本片所用的胶片量在当时并非典型，这也体现了本片制作过程漫长。卓别林用了314,256英尺（95,785）的胶片，而成片长达8,093英尺（2,467）。每一个镜头最终采用的胶片和废弃胶片长度比为1:38。

### 配乐
《城市之光》是卓别林第一次为自己的电影配乐:411。他偏爱电影伴以现场演奏的音乐，但到1930年代大部分影院都已经不再使用交响乐队了。很多卓别林的批评者认为他配乐是为了占据更多功劳。卓别林的父母和很多家族成员都是音乐人，他与很多雇用的专业音乐人合作产生不满，便开始自己创作配乐。配乐在6周内与亚瑟·约翰斯顿合作完成，包含了100多个音乐提示:412。卓别林对一个记者说：“我其实没有写下它们。我哼出旋律，然后亚瑟·约翰斯顿记录下来，我希望你们会算上他的功劳，因为他干得很好。这些都是简单的音乐，你知道，就是配合我的角色。:412”配乐的意图为通过旋律来表达角色的情绪:329。该配乐在艾佛瑞·纽曼的安排下用了5天录制完成:413。
影片的主题旋律，即卖花女的主导动机为西班牙作曲家何塞·帕迪拉的歌曲（谁会买我的紫罗兰）。卓别林无法找到原唱拉奎尔·梅勒，但还是采用了她的歌曲。帕迪拉因影片没有列出他的贡献而在巴黎提出起诉，卓别林最终败诉。一些现代的发行版采用了卡尔·戴维斯新录制的版本。

## 发行、反响及影响

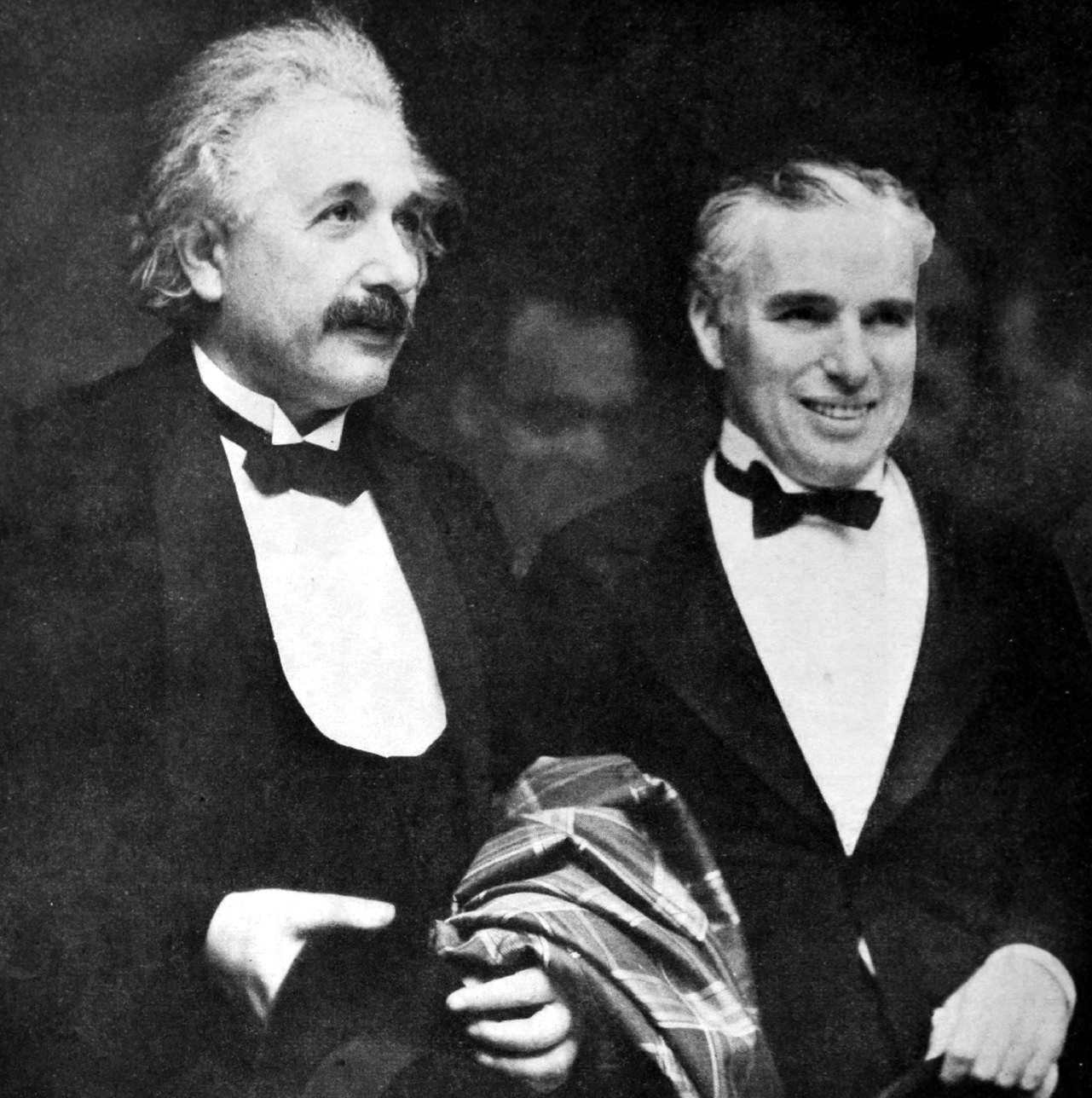
首映礼上的查理·卓别林和阿尔伯特·爱因斯坦。

在首映的两周前，卓别林在洛杉矶的高塔剧院举办了一场不公开的预映会。预映会不太成功，只吸引了少量不热情的观众:413。1931年1月30日在洛杉矶剧院举行的首映礼则收到了更好的效果，阿尔伯特·爱因斯坦携妻子作为贵宾出席，而影片赢得了观众的起立鼓掌:414。本片接下来在纽约的乔治·M·科汉剧院（George M. Cohan Theater）首映:415，此次由卓别林亲自策划，因为他对艺联公司宣传人员想出来的计划感到沮丧:332。他在当天接受了许多采访，并在之前的广告上花费了六万美元。影片的一半票房归于卓别林自己，他也使影片票价高于有声电影票价，因为他认为观众会被电影本身而不是电影技术吸引。
由于在那时默片已经过时，卓别林担心本片的反响不佳，而惨淡的预映会也削弱了他的自信。尽管如此，《城市之光》还是成为了卓别林商业上最成功，最受影评人赞誉的作品之一。影片在美国赚取了200万美元，其中四分之一来自于在科汉剧院的持续12周的放映。在美国获得了良好反响后，卓别林在1932年2月和3月间进行了长达16天的世界巡回放映，开始于2月27日在伦敦多米尼恩剧院的首映。大萧条时期的观众对本片反响热烈，影片首次上映的总票房为500万美元。
影评大多为正面。《洛杉矶稽查报》的一位影评人说：“自从在双卷轴时代第一次观看卓别林喜剧起再也没有像看本片时这样放声大笑了。:413”《纽约时报》影评人莫当特·豪尔认为本片“用了令人钦佩的技艺达到了效果”。然而，《国家杂志》亚历山大·巴克沙（Alexander Bakshy）针对其默片的形式和过度的情绪渲染严厉批评了《城市之光》，称之为“卓别林最弱的作品”。
《城市之光》的流行度没有随着时间推移而减弱，于1950年重新上映后再次收到了观众和影评人的热烈反响。1949年，影评人詹姆斯·艾吉将片中最后一个场景称为“有史以来最伟大的表演”。理查德·梅里曼（Richard Meryman）称最后一个场景为电影史上最伟大的一个瞬间:410。現代藝術博物館的电影管理员查尔斯·希尔弗（Charles Silver）认为本片受到如此高的评价是因为其中出现了卓别林以往作品中没有的新一层面的抒情浪漫主义。他又指出，像所有的浪漫主义一样，它是基于对现实世界的否定之上。当本片首映时，卓别林已接近中年，正陷于与前妻丽塔·格雷（Lita Grey）新一轮的法律纠纷中，而世界的经济政治气候也改变了。卓别林用女孩的失明来提醒流浪汉浪漫主义在真实世界里的危险性，在片中她几次无意间冒犯了他。的影评人埃里克·D·施耐德（Eric D. Snider）说，到1931年大部分好莱坞电影人要么投入了有声片世界，接受不可逆的潮流，要么干脆放弃电影制作，但卓别林在本片的项目中立场坚定。他也指出在那时好莱坞几乎没有人有再制作一部默片的影响力，更别说取得成功了。卓别林如此坚持的原因之一是他知道流浪汉角色在有声电影中无法保持其魅力。
几位著名导演也赞扬了《城市之光》。奧森·威爾斯说这是他最喜欢的电影。史丹利·庫柏力克在1963年和美国杂志《电影》（Cinema）的采访中把《城市之光》列为他十佳片单中的第5位。1972年，俄罗斯导演安德烈·塔科夫斯基也把它列为十佳片单第5位，评价卓别林：“他是唯一进入影史而不会遭到质疑的人。他留下的电影从未过时。”萧伯纳把卓别林称为“电影业中唯一的天才”。意大利导演費德里柯·費里尼经常称赞本片，他的《卡比利亚之夜》也对本片有所指涉。在2003年的纪录片《查理·卓别林的生活和艺术》（Charlie: The Life and Art of Charles Chaplin）中，伍迪·艾伦说本片是卓别林最好的作品。据说，艾伦1979年的影片《曼哈頓》中的最后一个场景改编于本片最后一个场景。
法国实验音乐人兼影评人米歇尔·希翁为本片撰写了一篇分析文章，以《城市之光》（Les Lumières de la ville）为名发表。哲学家斯拉沃熱·齊澤克在他的文章《为什么信件总能达到目的地？》（Why Does a Letter Always Arrive at Its Destination?）中用本片作为主要例子。卓别林把影片中穿的流浪汉服装捐给了洛杉矶县的自然历史博物馆。

### 荣誉
1952年，在《视与听》杂志的首次“影史最佳电影”投票中，《城市之光》位居第2位，仅次于維多里奧·狄西嘉的《單車失竊記》。它在2002年《视与听》影评人评选榜单上位于第45位，在导演评选榜单上位于第19位。1992年，本片因其在“文化、历史和审美方面的显著成就”，被美国国会图书馆列入国家电影登记部下属的国家电影保存委员会保护电影名单。2007年，美国电影学会在“AFI百年百大電影”榜单上把《城市之光》列为第11位史上最伟大的美国电影，比原来榜单的第76位有所提高。美国电影学会在2008年的“AFI十大類型十大佳片”榜将其列为爱情喜剧类的第1位。片中的流浪汉角色也被列为“AFI百年百大英雄与反派”榜英雄类的第38位。本片还被列为“AFI百年百大愛情電影”榜的第10位、“AFI百年百大喜剧片”榜的第38位和“AFI百年百大励志电影”榜的第33位。

## 外部連結
- 官方网站
- 互联网电影数据库（IMDb）上《城市之光》的资料（英文）
- 爛番茄上《城市之光》的資料（英文）
- TCM电影资料库上《城市之光》的资料（英文）
- AllMovie上《城市之光》的资料（英文）
- 豆瓣电影上《城市之光》的資料 （简体中文）